# Wodoryjek
Wodoryjek (Nectogale) – rodzaj ssaka z podrodziny ryjówek (Soricinae) w obrębie rodziny ryjówkowatych (Soricidae). 

## Zasięg występowania
Rodzaj obejmuje gatunki występujące w Azji (Indie, Nepal, Bhutan, Chińska Republika Ludowa i Mjanma).

## Morfologia
Długość ciała (bez ogona) 99–125 mm, długość ogona 96–115 mm, długość tylnej stopy 23–32 mm; brak danych dotyczących masy ciała. 

## Systematyka

### Etymologia
Nectogale: gr. νηκτης nēktēs „pływak”, od νηχω nēkhō „pływać”; γαλεη galeē lub γαλη galē „łasica”.

### Podział systematyczny
Do rodzaju należą następujące gatunki:
- Nectogale elegans Milne-Edwards, 1870 – wodoryjek wytworny
- Nectogale sikhimensis de Winton, 1899